# Stipa nitens
Stipa nitens är en gräsart som beskrevs av John Ball. Stipa nitens ingår i släktet fjädergrässläktet, och familjen gräs. Inga underarter finns listade i Catalogue of Life.